# Verwaltungsbezirk Nowomoskowski
Der Verwaltungsbezirk Nowomoskowski (russisch Новомосковский административный округ) ist einer der zwölf Verwaltungsbezirke  der russischen Hauptstadt Moskau. Er wurde am 1. Juli 2012 eingerichtet. Das Gebiet gehörte zuvor zur Oblast Moskau.
Auf dem Territorium des späteren Verwaltungsbezirkes lebten im Jahr 2010 144.231 Menschen.

## Lage
Der Verwaltungsbezirk befindet sich südwestlich der Verwaltungsbezirke Südwesten und Westen.

## Gliederung
Der Verwaltungsbezirk teilt sich in 11 Gemeinden (posselenije), die jeweils eine Reihe von Ortsteilen ohne heutige Verwaltungsfunktion umfassen (Beispiele genannt):
- Desjonowskoje (Десёновское)
- Filimonkowskoje (Филимонковское)
- Kokoschkino (Кокошкино)
- Maruschkinskoje (Марушкинское)
- Moskowski (Московский)
- Mosrentgen (Мосрентген)
- Rjasanowskoje (Рязановское)
- Schtscherbinka (Щербинка)
- Sossenskoje (Сосенское)
  - Kommunarka
- Wnukowskoje (Внуковское)
  - Peredelkino
- Woskressenskoje (Воскресенское)